# Palmillas, Puebla
Palmillas är en ort i Mexiko.   Den ligger i kommunen San Matías Tlalancaleca och delstaten Puebla, i den sydöstra delen av landet, 70 km öster om huvudstaden Mexico City. Palmillas ligger 2 381 meter över havet och antalet invånare är 828.
Terrängen runt Palmillas är kuperad västerut, men österut är den platt. Runt Palmillas är det tätbefolkat, med 511 invånare per kvadratkilometer. Närmaste större samhälle är San Martin Texmelucan de Labastida, 8,2 km sydost om Palmillas. Omgivningarna runt Palmillas är en mosaik av jordbruksmark och naturlig växtlighet.